# 量子科学技術研究開発機構
国立研究開発法人量子科学技術研究開発機構（りょうしかがくぎじゅつけんきゅうかいはつきこう、英語: National Institutes for Quantum Science and Technology、略称：量研〈りょうけん〉、QST〈キューエスティー〉）は、日本の国立研究開発法人。研究分野は放射線医学および、量子ビーム（放射線、高強度レーザー、放射光）、核融合である。
国立研究開発法人放射線医学総合研究所に国立研究開発法人日本原子力研究開発機構の量子ビーム部門の一部および核融合研究部門を統合して名称変更することにより平成28年（2016年）に設立された。
内閣府より災害対策基本法および事態対処法上の指定公共機関として指定されており、有事の際は、国や地方公共団体と協力し、災害予防・応急・復旧において重要な役割を果たす。また、原子力規制委員会より基幹高度被ばく医療支援センターとして指定されており、原子力事故時の被ばく患者の専門的診療を担う。

## 研究拠点
量子医科学研究所
放射線治療、核医学診断の研究 本部所在
放射線医学研究所
緊急被ばく医療や放射線影響に関する研究を行っている。福島県立医科大学内にも拠点がある。機構における指定公共機関や基幹高度被ばく医療支援センターとしての業務を担当する。
QST病院
病院部門 本部所在
量子生命科学研究所
生命科学などの基礎的な研究を行う部門で、千葉の他、木津、高崎、東海に拠点が所在する。
高崎量子技術基盤研究所
ラジオアイソトープ実験を行う研究所。東京第二陸軍造兵廠岩鼻製造所の跡地の一部に設立された。医療用や生物実験などに用いられるラジオアイソトープの製造なども行っている。日本原子力研究所（JAERI）、日本原子力研究開発機構（JAEA）時代から引き続き敷地内に包括的核実験禁止条約の大気核種観測点（RN38）があり、JAEAに敷地を貸与する形になっている。主要部は群馬県高崎市に所在の他、茨城県の東海村の原子力科学研究所構内にも一部拠点がある。
関西光量子科学研究所
京都府木津地区（木津川市関西文化学術研究都市内）と兵庫県播磨地区（播磨科学公園都市内）の2箇所。光量子ビーム利用研究、光源開発研究、中性子生命科学研究、高度計算科学技術研究、放射光科学研究を行う。
きっづ光科学館ふぉとん（京都府木津川市）を併設。
NanoTerasuセンター
ナノテラスの推進を行う部局。東北大学青葉山キャンパス所在（宮城県仙台市）
那珂フュージョン科学技術研究所
国内におけるトカマク型核融合実験の研究所。日欧合同で核融合実験装置JT-60SAを建設した。茨城県那珂市に所在。
六ヶ所フュージョンエネルギー研究所
元ITER候補地であり、IFMIF設計活動、核融合原型炉設計活動などを行っている。青森県上北郡六ヶ所村に所在。

## 主な施設
- J-KAREN：高強度超短パルスレーザー[2]
- TIARA：イオン照射研究施設
- SPring-8：大型放射光施設。2つの専用ビームラインを持つ。
- HIMAC：重粒子線治療装置
- JT-60SA：トカマク型核融合実験炉
- ナノテラス（NanoTerasu）：3GeV高輝度放射光施設